# Sweet Springs (Misuri)
Sweet Springs es una ciudad ubicada en el condado de Saline, Misuri, Estados Unidos. Tiene una población estimada, a mediados de 2022, de 1294 habitantes.

## Geografía
La localidad está ubicada en las coordenadas 38°57′51″N 93°24′59″O / 38.96417, -93.41639. Según la Oficina del Censo de los Estados Unidos, tiene una superficie total de 4.35 km², de la cual 4.31 km² corresponden a tierra firme y 0.04 km² están cubiertos de agua.

## Demografía
Según el censo de 2020, en ese momento había 1316 personas residiendo en la localidad. La densidad de población era de 305.34 hab./km². El 91.79% de los habitantes eran blancos, el 1.60% eran afroamericanos, el 0.84% eran amerindios, el 0.84% eran asiáticos, el 0.84% eran de otras razas y el 4.10% eran de una mezcla de razas. Del total de la población, el 1.22% eran hispanos o latinos de cualquier raza.